# Славянское язычество в культуре Нового и Новейшего времени
Образы славянского язычества оказывают существенное влияние на литературу, кинематограф и другие сферы культуры, несмотря на различную религиозную и политическую конъюнктуру. Восприятие славянского язычества может быть как негативным, когда это явление считается пережитками далёкого прошлого, так и нейтральным или позитивным, когда язычество рассматривается как важная часть исторического наследия.

## Славянская школа
По разным причинам авторы славянской школы обращались к дохристианской эпохе. Михаил Ломоносов стремился доказать случайность и незначительность варяжского эпизода в русской истории, считая что русская государственность возникла до варягов, и имелись длительные традиции высокой культуры, которая сложилась помимо внешних влияний. Зориан Доленга-Ходаковский утверждал, что история и цивилизация славян обладают глубокими дохристианскими корнями, и славяне составляют особый культурный мир. Он первым попытался детально охарактеризовать образ жизни и духовную культуры славян-язычников. Юрий Венелин вначале ставил задачу пробуждения самосознания болгарского народа, для чего он стремился доказать существование великой болгарской предыстории и касался вопросов древнего славянского единства.
Филолог Ю. М. Лотман писал, что многие писатели и историки XVIII века, включая Михаила Ломоносова, больше доверяли в действительности поздним источникам, наподобие поздних редакций Хронографа, поскольку свидетельства, сообщаемые «Повестью временных лет», казались им слишком лапидарными, скупыми, лишёнными романического содержания. Эти свидетельства почти не касались тем, которые интересовали читателя конца XVIII века в наибольшей мере, — дохристианского, докняжеского периода, и предоставляли слишком мало подробностей. К поздним источникам привлекала также свойственная им сказочная фантастичность, которая по представлениям XVIII века была признаком старины. Так, более фантастичные, чем сведения, сообщаемые «Повестью временных лет», статьи Хронографа воспринимались как более древние.

## Художественная литература
Образы восточнославянского язычества использовались в классической русской литературе, чему способствовали эстетические идеи эпохи романтизма. Так, успехом пользовалась баллада Василия Жуковского «Светлана» (1813), в которой мистические устремления европейской литературы сопряжены со славянскими этническими мотивами, и ряд других литературных произведений. Этому процессу способствовали публикация различных памятников древнерусской письменности (в частности, обнаруженного в конце XVIII века «Слова о полку Игореве») и появление исследовательских трудов по русской истории и славянской мифологии, в частности, работ А. Н. Афанасьева. Михаил Лермонтов в поэме «Последний сын вольности» (1831), обращается ко времени призвания Рюрика. Славянские боги выступают у него в качестве символа свободы, славянской вольницы, с которой было покончено, когда «дерзостный варяг богов славянских победил». Украинский писатель Иван Франко в повести «Захар Беркут» (1882), о борьбе карпатских русинов с монголами, выказывает положительное отношение к славянскому язычеству, вызванное общественно-политическими идеалами автора, приверженностью идее общинного строя, которому соответствует эта «свободная, чистая общинная  религия». Франко рассказывает в повести некоторые мифы о восточнославянских богах неясного происхождения.
В XX веке в России были продолжены тенденции предыдущего столетия. Серебряный век русской поэзии, одним из культурных кодов которого считается мир древних славян, произвёл большое число стихов, отразивших представления о славянском язычестве. Так, в 1907 году Константин Бальмонт выпустил поэтический сборник «Жар-птица. Свирель славянина», пронизанный славянскими языческими и фольклорными мотивами. Популярным персонажем поэзии становится Перун. Образы низшей славянской мифологии отражены в творчестве Сергея Есенина («За рекой горят огни», 1916), примкнувшего к созданной в 1915 году группе поэтов «Краса». Эта группа стремилась возродить поэтический мир народных песен, сказок и преданий «обратив свой взор к далёкому прошлому, к славянской мифологии, русской старине, языческой Руси».
В ранний советский период литературные произведения религиозной тематики становятся неактуальными и неуместными, но в эмигрантской литературе сохранялись дореволюционные интенции. В позднюю советскую литературу тема славянского язычества возвращается. Его символом по-прежнему остаётся Перун. В 1971 году была издана книга стихов Игоря Кобзева «Витязи». От дореволюционных стихов его отличает выраженная антихристианская направленность и явная симпатия к языческой старине. Поводом к написанию ряда произведений стало празднование 1500-летия Киева в 1982 году. Ещё одним поводом для отражения языческой тематики в советской литературе стало тысячелетие крещения Руси (1988). На некоторых писателей оказали влияние также реконструкции славянского язычества, предложенные академиком Б. А. Рыбаковым в монографиях «Язычество древних славян» (1981) и «Язычество древней Руси» (1987) (например, Род в качестве верховного бога). На ряд произведений непосредственное влияние оказала фальсификация «Велесова книга» и романтическая история её обретения (в советской научной печати упоминалась начиная с 1960 года, впервые опубликована в Советском Союзе в 1990 году). Основным жанром, в рамках которого в настоящее время используется общественный интерес к культуре древних славян, является славянское фэнтези.

## Кинематограф и телевидение
В кинематографе в большинстве случаев тема славянского язычества затрагивается лишь косвенно. Образы восточнославянского язычества используются в фильмах на исторические темы, в фильмах, обыгрывающих этнографические реалии и, в постсоветский период, в фильмах в жанре славянского фэнтези. В известном советском историческом фильме Андрея Тарковского «Андрей Рублёв» (1966) в новелле «Праздник» главный герой случайно оказался на летнем языческом празднике. В некоторых других советских фильмах отражены конструкты Б. А. Рыбакова или идеи «народоправства» славян-язычников. Язычество часто романтизировалось, изображалось положительно, более патриотичным и демократичным, в сравнении с агрессивно насаждаемым христианством. Встречаются некоторые неоязыческие штампы (упоминание дохристианской письменности или демонстрация «славянских рун»).
В фильмах постсоветского периода возникла обратная тенденция в оценках язычества и христианства. Подчёркивается прогрессивность христианства и его объединяющая роль, а язычество изображается нейтрально-позитивно или негативно. Кроме фильмов исторического жанра тема славянского язычества присутствует в фильмах жанра славянского фэнтези, где в качестве общего антуража оценки язычества обычно положительны. Советские кинематографисты более строго подходили к реконструкции исторических реалий, в качестве консультантов в обязательном порядке привлекались учёные. При создании постсоветских фильмов консультанты привлекаются редко.
На телевидении тема славянского язычества затрагивается редко, в основном в различных вымышленных сюжетах «документальных» фильмов и сериалов, где фигурируют также вымышленные в настоящее время славянские божества, мифы и традиции и сами неоязычники, которые позиционируются как подлинные славянские язычники и колдуны; славянское язычество может наполняться мистическим реализмом, романтизироваться; в ряде случаев популяризируются псевдоисторические неоязыческие идеи в качестве подлинного знания, которое скрывает «официальная наука». Тема славянского язычества стала частью информационной среды российских телезрителей и общества в целом.

## Восприятие
В дореволюционной России, где действовала государственная и церковная цензура, реабилитация славянского язычества была невозможна, несмотря на выраженный интерес со стороны образованной публики, связанный с введением в культурную среду памятников древнерусской письменности и существенным развитием археологии, фольклористики, этнографии, филологии и источниковедения. В советский период изучение языческих пережитков рассматривалось некоторыми учёными (включая этнографа С. А. Токарева) лишь как средство к их полному искоренению. В поздний советский период в литературе и кинематографе языческое наследие часто характеризовалось как важная часть русской культуры, более достойная симпатии, чем христианство. В современной России под влиянием курса на укрепление традиционных религий, в частности, православия, данная точка зрения на официальном уровне не находит поддержки, о чём свидетельствуют кинофильмы, снимаемые при государственной финансовой поддержке. Однако телеканалы, обходящиеся без государственных дотаций, более свободны в демонстрации сюжетов на языческие темы. В целом в публичном информационном пространстве наблюдается тенденция реабилитации восточнославянского язычества.
Образы восточнославянского язычества вдохновляли российских писателей дореволюционного, советского и постсоветского периода, несмотря на различную религиозную и политическую конъюнктуру. До революции отношение к язычеству было противоречивым и осторожным. В советский период преобладало позитивное отношение. Это отношение унаследовала современная российская литература. Популярность нового жанра, славянского фэнтези, для которого славянские языческие боги и другие мифологические персонажи стали непременными атрибутами, свидетельствует, что читательская аудитория (для фэнтези прежде всего молодёжь) относится к восточнославянскому язычеству с положительным интересом. Мотивы славянского язычества проникают также в большую литературу, и формируется новый культурный код, отчасти преемственный идеям и идеалам Серебряного века. Его своеобразие заключается в большем использовании современными писателями ненаучных источников и неоязыческих философско-религиозных построений. Если этнографы XIX века нередко сопровождали свои полевые записи замечаниями о дикости описываемых ими нравов и даже подвергали свои наблюдения самоцензуре, а просвещённая общественность стремилась скорее изжить из народного быта эти традиции, то в XX веке эти исчезающие реликты стали предметом художественного переосмысления и некоторой романтизации.

## Кабинетная мифология
Мифотворчество имеет место и в исторической науке. Многие божества, прочно вошедшие в современные представления о славянской мифологии, являются результатом неверной интерпретации источников или самостоятельного творчества исследователей. Кабинетная мифология относит к языческим божествам названия сезонов — Лето, Весна — и календарных праздников — Купала, Коляда, Масленица, которые могли осмысляться в качестве имён собственных в календарных песнях и закрепляться за такими предметами, как обрядовые антропоморфные чучела. В целом названия чучел и кукол, такие как Кострома, Морена, тоже нередко рассматриваются приверженцами кабинетной мифологии в качестве имён языческих богов. Имена ряда кабинетных персонажей, включая такие, как Лада или Ладо, Лель, Полель были образованы в результате ошибочной интерпретации полубессмысленных припевов обрядовых песен. Божественный (теоморфный) характер приписывается и персонажам русских сказок — Баба Яга, Горыня.
Существует тенденция строить славянскую кабинетную мифологию по античным образцам. Кабинетная мифология могла определяться стремлением воссоздать славянскую мифологию, которая лишь фрагментарно отражена в сохранившихся источниках, или «поднять» славянскую мифологию до уровня классических мифологий древности, что побуждало романтически настроенных исследователей конструировать образы славянских богов, имена которых извлекались из таких источников, как фольклорные нарративы, песенные припевы и др. или изобретая их. На создание кабинетной мифологии влияли также несовершенство приёмов донаучного и научного исследования и большое число вторичных и сфальсифицированных источников.
В 1960-е годы историк Б. А. Рыбаков начал публиковать свою концепцию славянского язычества, окончательно изложив её в двух монументальных томах — «Язычество древних славян» (1981) и «Язычество Древней Руси» (1987), — где сделал попытку реконструкции и систематизации славянских языческих верований и ритуалов как в древнейшую эпоху, так и во времена Киевской Руси. В рамках реконструкции славянского пантеона, предложенной Рыбаковым в 1970—1990-х годах и поддержанной его последователями, главным славянским божеством считается Род, рассматриваемый как демиург, создатель всего живого и сущего. Рыбаков считал Рода также богом плодородия, а рожаниц — славянским аналогом греческих мойр. Согласно Рыбакову, ряд русских фольклорных сюжетов восходит корнями к началу раннего железного века и, таким образом, по своей древности не уступает древнегреческой мифологии.
Реконструкции Рыбакова вызывают критику за фантастические спекуляции и отсутствие единой методологии. По мнению историка Л. С. Клейна, методика Рыбакова в рамках его реконструкций славянской мифологии находится на уровне авторов начала XIX века. Рыбаков находил многочисленные сходства между славянскими и скифскими фольклорными сюжетами, с чем не соглашались другие специалисты. Вопреки взглядам Рыбакова, большинство современных исследователей считают Рода не верховным божеством, а второстепенной фигурой восточнославянского пантеона — духом-покровителем потомков и дома, рода и судьбы.

## Фальсификаты и ненаучные реконструкции
В массовой культуре существуют предположения о существовании письменности (вариант — «рунической») у древних славян до начала их христианизации и до создания глаголицы и кириллицы. Эпиграфического материала и литературных памятников этой письменности не найдено.
Данная тема является почвой для создания различных фальсификатов, написанных квазируническими символами, таких как «Боянов гимн», созданный собирателем древностей Александром Сулакадзевым или «Велесова книга», наиболее вероятным автором которой является эмигрант Юрий Миролюбов.
Славянские мифология и язычество используются для создания псевдоисторических построений и фальсификации исторических источников с целью возвеличивания прошлого отдельных народов. На основании мистификации, известной как «Велесова книга», а также других источников и сочинений в жанре фолк-хистори в среде славянского неоязычества (родноверия) были сконструированы различные культы и мифологии. Религиоведы A. B. Гайдуков и Е. Ю. Скачкова отмечают, что родноверы в качестве источников часто используют авторские тексты и вольное истолкование культуры.
В то же время, чешский этнолог, специалист в области этнографии чехов и родноверия Йиржи Мачуда признаёт реальность реконструкций современными родноверами славянского языческого обрядового комплекса. При этом замечает, что основой для воссоздания обрядов у них в большей мере являются не исторические источники, но фольклор и народное мировоззрение.

## Идеи возрождения
«Народный дух», которому уделяется большое внимание в рамках этнического национализма, часто отождествляется с религией, поэтому возникает стремление создать или возродить собственную религию или национализировать одну из мировых религий. Генрих Гейне связывал национализм с язычеством. Разделявший его мнение философ Н. А. Бердяев отмечал закономерность тенденции перехода германского антисемитизма в антихристианство. Духовный кризис в России начала XX века обусловил увлечение язычеством, вначале античным, а затем и славянским, «родными богами», в особенности это касалось символистов. Публицист Д. С. Пасманик (1923) писал, что последовательный антисемитизм должен отвергать не только иудаизм, но и христианство. Он отмечал, что эта тенденция уже привела Германию к поклонению Одину, а в будущем, по его мнению, неизбежно приведёт Россию к поклонению Перуну.
В 1818 году польско-российский этнограф Зориан Доленга-Ходаковский в работе «О славянщине до христианства» (пол. O Sławiańszczyźnie przed chrześcijaństwem) выступил за возрождение язычества и ошибочность христианизации славян, а Б. Ф. Трентовский в книге «Славянская вера, или Этика, управляющая Вселенной» (Wiara słowiańska, czyli etyka piastująca wszechświat) (1848) писал, что славянские боги — манифестации единого, в том числе христианского, Бога.
В Чехии в 1839 году врач и учитель Карел Славой Амерлинг основал Братство верующих новой славянской религии (чеш. Bratrstvo Věrníků Nového Náboženství Slávského), учение которого рассматривается как пантеизм и как средство чешского национального возрождения; однако группа была запрещена австрийскими властями год спустя, в 1840 году.
А. В. Прокофьев, С. Б. Филатов и А. С. Коскелло считают, что корни интереса к возрождению язычества лежат, в частности, в творчестве Александра Блока, Николая Рериха, Игоря Стравинского, исследованиях народных ремесёл, художеств, фольклора.
В Советском Союзе распространение целительских и йоговских практик, вхождение в массовое сознание образов книг Ивана Ефремова, Е. Парнова, В. Сидорова, Э. Скобелева, освоение экстрасенсорики и наследия Рерихов подготовили почву для появления неоязыческого мировоззрения, заполнившего явные пробелы марксистского мировоззрения. Фантаст Иван Ефремов увлекался эзотерикой, индийской и древнегреческой культурой, которые он противопоставлял христианству и иудаизму. Он верил в «древнее знание», по его мнению, сохранявшееся в народе в виде фольклорных образов. Ефремов разделял мысль, что «славяне были самой мощной и плодоносящей ветвью арийской расы», и под конец жизни интересовался «арийскими» идеями неоязыческих писателей Валерия Скурлатова и Ильи Глазунова.
Истоки постсоветского славянского неоязычества прослеживаются также в поздней советской идеологии и политике, в том числе в попытках внедрения «атеистических» (нехристианских) обрядов (что по мысли идеологов было равнозначно «языческим» обрядам), а также в среде альтернативной духовности последних советских десятилетий, у городской интеллигенции, занятой духовными поисками и интересующейся русским фольклором. Идея «арийских» корней возродилась в советский период в среде некоторых интеллектуалов, как близких коммунистической партии (Б. А. Рыбаков, А. Г. Кузьмин), так и диссидентов (Владимир Чивилихин и общество «Память»), но арийский миф ещё не распространялся в широких массах.